# Jagged Edge (Jagged Edge)
Jagged Edge è il quinto ed eponimo album in studio del gruppo musicale statunitense Jagged Edge, pubblicato nel 2006.

## Tracce
1. Intro – 1:43
2. Ghetto Guitar – 4:00
3. So High – 3:18
4. Watch You – 4:49
5. Hopefully – 3:42
6. Get a Lil' Bit of This – 4:07
7. Crying Out (featuring Bad Girl) – 3:40
8. Good Luck Charm – 4:24
9. So Amazing (featuring Voltio) – 3:40
10. Season's Change (featuring John Legend) – 3:46
11. Questions – 4:18
12. Sexy American Girls (featuring Big Duke) – 4:11
13. Baby Feel Me – 3:46
14. Who U Wit? – 3:15
15. Ass Hypnotic – 3:48
16. I Ain't Here for This (Bonus Track) (featuring Sosa) – 4:35